# Mihajlo Mitić (Volleyballspieler)
Mihajlo Mitić (serbisch-kyrillisch Михајло Митић; * 17. September 1990 in Veliko Gradište, Jugoslawien) ist ein serbischer Volleyballspieler.

## Karriere
Mitić begann seine Karriere bei VGSK in seiner Heimatstadt. Aktuell spielt er für den Erstligisten OK Roter Stern Belgrad. Mit der serbischen Nationalmannschaft gewann der Zuspieler durch einen Finalsieg gegen Italien die Europameisterschaft 2011. 2012 spielte er mit Serbien bei den Olympischen Spielen in London.
Sein Vater Miodrag war ebenfalls Volleyballspieler.